# Граубюнден
Граубюнден или Гризон (на немски: Graubünden; на италиански: Grigioni, на ломбардски: Grisun, на романшки: Grischun, на френски: Grisons) е най-големият кантон в Швейцария. Негова столица е град Кур. Почти цялата му територия е заета от планини. От цяла Швейцария единствено в този кантон се говори ретороманският език романш. В Швейцария говорещите романш съставляват около 0,5% от населението на тази страна.